# Bouillargues
Bouillargues (okcitansko Bolhargues) je naselje in občina v južnem francoskem departmaju Gard regije Languedoc-Roussillon. Naselje je leta 2008 imelo 5.805 prebivalcev.

## Geografija
Kraj leži v pokrajini Languedoc ob reki Vistre in vodnem kanalu Costières, 8 km jugovzhodno od središča Nîmesa.

## Uprava
Bouillargues je sedež kantona la Vistrenque, v katerega so poleg njegove vključene še občine Caissargues, Garons, Milhaud, Rodilhan in skrajni jug občine Nîmes (7. kanton) z 22.522 prebivalci.
Kanton la Vistrenque je sestavni del okrožja Nîmes.